# Antanas Smetona
Antanas Smetona, född 19 augusti 1874, död 9 januari 1944, var jurist, en av de ledande politikerna i Litauen under mellankrigstidens självständighet. 

## Biografi
Smetona satt med i Taryba och var Litauens första president 1919-1920. Han var även president 1926-1940. Under sin andra period som president störtade han 1929 sin samarbetspartner Augustinas Voldemaras och inledde ett auktoritärt styre. När Sovjetunionen ockuperade Litauen gick Smetona i landsflykt och bosatte sig i USA.

## Utmärkelser
- Storkorset med kedja av Finlands Vita Ros orden,  22 januari 1932[6]
- Storkorsriddare av Sankt Mauritius och Sankt Lazarusorden
- Storkors av  Vita lejonets orden
- 1:a graden av Örnkorsets orden
- Storkors av Piusorden
- Hedersdoktor vid Vytauto Didžiojo Universitetas
- Vita stjärnans orden, kedjegrad
- Storkorset av Storfurst Gediminas orden
- Tre Stjärnors orden, första klass
- Storkors av Leopoldorden
- Storkors av Vytautasorden
- Storkors av Vytiskorsorden
- Storkors av Hederslegionen

[Redigera Wikidata]